# Ilie Cazac
Ilie Cazac (n. 1985, Cimișeni, raionul Criuleni, Republica Moldova) este un inspector fiscal moldovean și fost prizonier politic din Transnistria.  Acesta a fost arestat în martie 2010 de către autoritățile separatiste transnistrene, fiind acuzat de înaltă trădare și spionaj pentru Republica Moldova. După 20 de luni de arest, acesta a fost condamnat la 14 ani de închisoare. Printre instituțiile implicate în eliberarea sa se numără Înaltul Comisar al ONU pentru drepturile omului, Organizația pentru Securitate și Cooperare în Europa și Curtea Europeană a Drepturilor Omului.

## Biografie
Ilie Cazac era angajat la Inspectoratul Fiscal din Bender, oraș aflat sub controlul separatiștilor transnistreni. La data de 20 martie 2010 a fost arestat, fiind acuzat de spionaj pentru Moldova. Familia s-a, care locuia tot în Bender, nu a fost informată timp de 2 săptămâni despre arestare. Pe data de 21 aprilie 2010, PROMO-lex a depus cazul lui Cazac la CEDO.
La data de 12 iunie 2011, părinții lui Cazac, Stela Surchicean și Alexandru Vinițchi (tatăl adoptiv al lui Cazac), au început greva foamei în fața Ambasadei Rusiei din Chișinău. Ei solicitau intervenția statului rus (care are o influență uriașă asupra Transnistriei) în eliberarea fiului lor. Pe 22 iunie 2011, Philip Remler, șeful misiunii OSCE din Moldova, a confirmat că s-a întâlnit cu Cazac și că acesta se află în stare bună. Pe 22 iunie, prim-ministrul de atunci al Moldovei, Vlad Filat, s-a întâlnit cu Stela Surchicean. Ambasadorul Rusiei în R. Moldova, Valeri Kuzmin, le-a recomandat părinților lui Cazac să se adreseze autorităților transnistrene, nu comunității internaționale. Pe 25 iunie, după 14 zile de greva foamei, mama lui Cazac a fost internată la Spitalul Republican din Chișinău. În schimb, tatăl său a continuat să protesteze, spunând că va sta în fața ambasadei ruse până va intra în comă. Cei 2 au încetat greva foamei după ce mama lui Cazac a reușit să vorbească cu fiul ei. De asemenea, autoritățile transnistrene i-au permis lui Cazac să aibă un avocat. Stela Surchicean a fost acompaniată de un reprezentant al OSCE care n-a avut voie să participe la întâlnirea dintre ea și fiul ei. De asemenea, părinții au declarat că, deși au 2 case în regiunea transnistreană, aceștia nu mai au unde să locuiască, fiind amenințați de separatiști de față cu reprezentantul OSCE că pot fi arestați.
În decembrie 2010, vicepremierul pentru Reintegrare, Victor Osipov, a apelat la toți factorii externi implicați în Conflictul din Transnistria să se implice pentru a-i elibera pe Ilie Cazac și Ernest Vardanean.
Pe 9 februarie 2011, în urma unui proces marionetă, Cazac a fost condamnat la 14 ani de închisoare de către autoritățile transnistrene, fiind închis la Tiraspol, în condiții precare. 
În cele din urma, în urma presiunilor internaționale, Cazac a fost eliberat la data de 31 octombrie 2011. Pe 2 noiembrie 2011, prim-ministrul Vlad Filat s-a întâlnit cu Ilie Cazac. Acesta a declarat că Igor Smirnov, președintele transnistrean, l-a eliberat pe Cazac în urma negocierilor ce au inclus oficiali din Rusia, SUA și Uniunea Europeană.
În 2020, CEDO a decis că Rusia este vinovată în cazul lui Ilie Cazac.